# Comitatul Dodge, Wisconsin
Comitatul Dodge, conform originalului din engleză,  Dodge  County, este unul din cele 72 comitate ale statului american  Wisconsin. Sediul comitatului este localitatea Juneau. Conform recensământului din anul 2000, populația sa a fost 85.897 de locuitori.

## Demografie
|  | Graficele sunt indisponibile din cauza unor probleme tehnice. Mai multe informații se găsesc la Phabricator și la wiki-ul MediaWiki. |

Date: Wikidata - grafică realizată de Wikipedia